# Vardja järv
Vardja järv (järv = See) ist ein natürlicher See in der Gemeinde Põlva im Kreis Põlva auf dem estnischen Festland. Am Ufer des 1,8 Hektar großen Sees liegt das Dorf Vardja und 33,5 Kilometer entfernt liegt der 3555 km² große Peipussee (Peipsi-Pihkva järv).